# 施蒂沃尔
施蒂沃尔是奥地利施蒂利亚州格拉茨城郊县的一个市镇。总面积12.96平方公里，总人口707人，人口密度54.6人/平方公里（2005年）。